# Qeqertarsuatsiaat
Qeqertarsuatsiaat, antigament Fiskernæs o Fiskenæsset, és un assentament al municipi de Sermersooq al sud-oest de Groenlàndia,
situat en una illa a la vora del mar de Labrador. Tenia una població de 235 habitants en 2010.

## Història

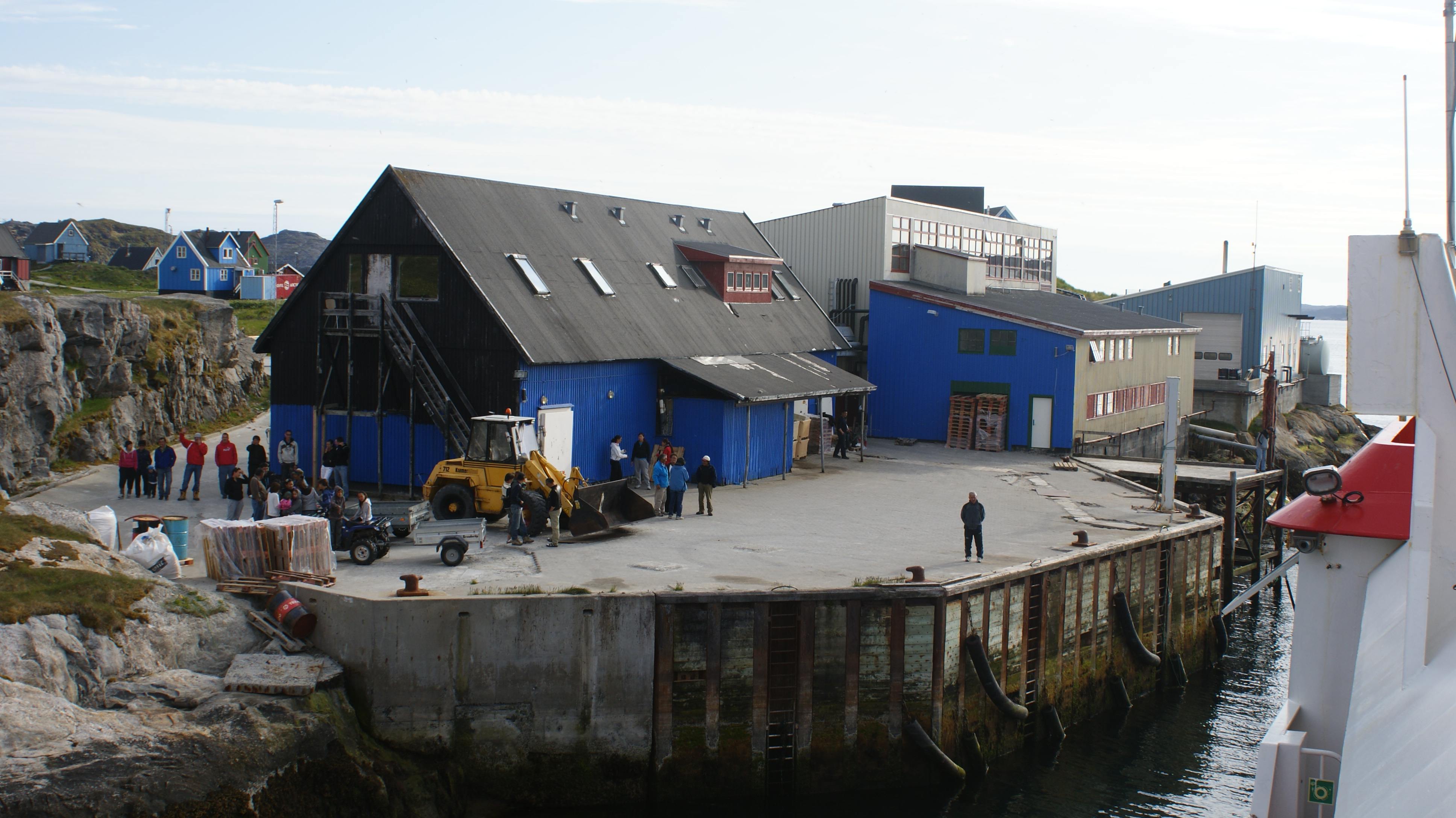
Port de Qeqertarsuatsiaat

Kikertarsocitsiak o Qeqertarsuatsiaat ha estat durant molt de temps el nom local de l'illa (Kalaallisut: "illes força grans"). Va ser establert per primera vegada pels danesos com Fiskernæs en 1754. El nom era sovint anglicizat com Fisher's Inlet.
El lloc comercial va ser fundat pel comerciant Anders Olsen en representació de la Companyia General de Comerç danesa, que se li va concedir un monopoli reial de comerç a Groenlàndia, però només al voltant dels seus assentaments. Com la majoria dels llocs comercials de Groenlàndia, era situat perquè els danesos comerciïn mercaderies importades per a les pells de foca i greix de balena i foca pels kalaallit a la zona. Inusualment, l'assentament es va convertir en el primer centre de la pesca del salmó i bacallà de Groenlàndia era tan comú veure el gran "vaixell de dona" o umiak com els caiacs de caça més petits.
En 1748, 1754, 1757, or 1758, la missió moraviana de Lichtenfels fou establerta en un altre entrada de la mateixa illa per Matthias Stach i quatre famílies de New Herrnhut. Les primeres conversions no es van fer fins 1760 o 1761, però després la població de l'assentament va augmentar fins als 300 i va ser durant un temps el llogaret més gran de Groenlàndia. Tota la urbanització a Groenlàndia es va veure afectada negativament per la Instrucció del Departament de Comerç Reial de Groenlàndia (KGH) de 1782, destinada a protegir els ingressos de la companyia mantenint els inuit en els seus rols tradicionals com a caçadors nòmades. La missió es va lliurar a l'Església luterana de Dinamarca en 1900i des daleshores ha estat abandonat.
L'últim gavot gegant conegut a Groenlàndia fou caçat vora Fiskenæsset en 1815 per un dels vilatans.

## Transport i serveis
Qeqertarsuatsiaat és un port d'arribada del ferri Arctic Umiaq Line. Hi ha un punt de visió a Telehuset. La família principesca danesa visità la ciutat com a part de la seva visita oficial a Groenlàndia l'estiu de 2014.

## Mineria
El 2015 la mineria donava treball a 30 persones a les explotacions de safirs rosats i rubins del dipòsit d'Aappaluttoq que era sota el desenvolupament de l'empresa canadenca True North Gems, vora Qeqertarsuatsiaat.

## Població
Qeqertarsuatsiaat ha perdut població en les dues últimes dècades, Més d'una quarta part des de 1990 i gairebé el 10 % des de 2000.